# Museer i Wales
Dette er en liste over museer i Wales, der indeholder museer, der er derfineret som institutioner (både almennyttig organisation, offentlige steder og private virksomheder), der indsamler, vedligeholder og udstiller genstande af kulturel, kunsterisk, videnskabelig eller historisk interesse, og skaber deres egne samlinger, eller udstiller eksisterende samlinger for offentligheden. Dette inkluderer også non-profit kunstgallerier og universiteters kunstgallerier.
Museer markeret med NMW er en del af National Museum Wales.

## Museer
| Navn                                                                                      | By                    | Primært område          | Region      | Type            | Noter |
| ----------------------------------------------------------------------------------------- | --------------------- | ----------------------- | ----------- | --------------- | --- |
| Beaumaris Castle                                                                          | Beaumaris             | Anglesey                | North Wales | Historisk hus   | middelalderborg |
| Beaumaris Courthouse                                                                      | Beaumaris             | Anglesey                | North Wales | Law enforcement | hjemmeside, også kendt som Llys Biwmares Beaumaris Court, dateres til1614 |
| Beaumaris Gaol                                                                            | Beaumaris             | Anglesey                | North Wales | Fængsel         | fra 1800-tallet |
| Canolfan Ucheldre Centre                                                                  | Holyhead              | Anglesey                | North Wales | Kunst           | hjemmeside, kunstcenter med udstillingsgalleri for moderne kunst |
| Copper Kingdom Centre                                                                     | Amlwch                | Anglesey                | North Wales | Lokalmuseum     | hjemmeside, lokalhistorie, kobber og skibsværftsindustri |
| Haulfre Stables                                                                           | Beaumaris             | Anglesey                | North Wales | Transport       | Kun åben ved aftale, victoriansk saddel-, rem- og karetmager |
| Holyhead Maritime Museum                                                                  | Holyhead              | Anglesey                | North Wales | Maritime        | Indrettet i en liv livredderstation. Maritim- og socialhistorie |
| Llynnon Mill                                                                              | Holyhead              | Anglesey                | North Wales | Mølle           | Vindmølle fra 1700-allet |
| Menai Heritage Bridges Exhibition                                                         | Menai Bridge          | Anglesey                | North Wales | Teknologi       | hjemmeside, history and construction of the Menai Suspension Bridge and the Britannia Bridge |
| Moelfre Seawatch Centre                                                                   | Moelfre               | Anglesey                | North Wales | Maritime        | Also known as RNLI Gwylfan Seawatch Centre, includes a lifeboat, Maritime artifacts, marine life and environment                                                                                       |
| Oriel Ynys Môn                                                                            | Llangefni             | Anglesey                | North Wales | Multiple        | Kunst, kultur, socialhistorie for Anglesey |
| Penmaenmawr Museum                                                                        | Penmaenmawr           | Conwy                   | North Wales | Lokalmuseum     | hjemmeside, lokalhistorie museum lokalarkiv for Penmaenmawr |
| Plas Newydd                                                                               | Llanfairpwllgwyngyll  | Anglesey                | North Wales | Historisk hus   | Drevet af National Trust, 1700-talshus med interiør fra 1930’erne, militærmuseum for 1. Marquess af Anglesey, have, arboret                                                                            |
| South Stack Lighthouse                                                                    | Holy Island           | Anglesey                | North Wales | Maritime        | Historisk fyrtårn, maskinrum og udstilling |
| Stone Science                                                                             | Pentraeth             | Anglesey                | North Wales | Naturhistorie   | Dinosaurer, fossiler, sten, mineraler |
| Swtan Heritage Museum                                                                     | Rhydwyn               | Anglesey                | North Wales | Historisk hus   | hjemmeside Arkiveret 1. maj 2018 hos Wayback Machine, walisisk hytte fra 1500-tallet med stråtag. Tidlig 1900-tals interiør. Udstilling med kunst og landboliv                                         |
| Tacla Taid                                                                                | Rhydwyn               | Anglesey                | North Wales | Transport       | hjemmeside, også kendt som Anglesey Transport and Agriculture Museum, biler, motorcykler, landbrugsmaskiner og motorer                                                                                 |
| Abertillery & District Museum                                                             | Abertillery           | Blaenau Gwent           | South Wales | Multiple        | hjemmeside, lokalhistorie, historisk indretning og landbrugsudstilling, minedrift, kultur og romerske genstand                                                                                         |
| Bedwellty House                                                                           | Tredegar              | Blaenau Gwent           | South Wales | Historisk hus   | Hus fra 1800-tallet |
| Blaina Heritage Action Group Museum                                                       | Tredegar              | Blaenau Gwent           | South Wales | Lokalmuseum     | hjemmeside, lokalhistorie |
| Brynmawr & District Museum                                                                | Brynmawr              | Blaenau Gwent           | South Wales | Lokalmuseum     | hjemmeside Arkiveret 13. november 2018 hos Wayback Machine, lokalhistorie, Brynmawr Furtniture fremstillet under Brynmawr Experiment                                                                   |
| Tredegar Local History Museum                                                             | Tredegar              | Blaenau Gwent           | South Wales | Lokalmuseum     | Indrettet i byens bibliotek, lokalhistorie, industri |
| Cefn Junction Signal Box                                                                  | Cefn Cribwr           | Bridgend County Borough | South Wales | Lokalmuseum     | hjemmeside, indrettet i signalboks fra 1989, lokalhistorie med vægt på jernbane- og kulminedrift |
| Porthcawl Museum                                                                          | Porthcawl             | Bridgend County Borough | South Wales | Lokalmuseum     | hjemmeside Arkiveret 6. juni 2023 hos Wayback Machine, lokalhistorie |
| St John's House                                                                           | Bridgend              | Bridgend County Borough | South Wales | Lokalmuseum     | hjemmeside Arkiveret 28. januar 2021 hos Wayback Machine, lokalhistorie |
| Caerphilly Castle                                                                         | Caerphilly            | Caerphilly              | South Wales | Historisk hus   | Middelalderborg |
| Llancaiach Fawr                                                                           | Nelson                | Caerphilly              | South Wales | Living          | Historisk hjem fra 1645 under den engelske borgerkrig |
| Winding House                                                                             | New Tredegar          | Caerphilly              | South Wales | Lokalmuseum     | hjemmeside Arkiveret 24. juni 2024 hos Wayback Machine, lokalhistorie, kulmine, |
| Butetown History and Arts Centre                                                          | Butetown              | Cardiff                 | South Wales | Multiple        | Lokalhistorie, kultur, kunst |
| Cardiff Bay Visitor Centre                                                                | Cardiff               | Cardiff                 | South Wales | Lokalmuseum     | lokalhistorie, kultur, indrettet Wales Millennium Centre |
| Cardiff Castle                                                                            | Cardiff               | Cardiff                 | South Wales | Historisk hus   | Middelalderborg og victoriansk nygotisk herregård |
| Cardiff Story                                                                             | Cardiff               | Cardiff                 | South Wales | Lokalmuseum     | byhistorie, kultur |
| Castell Coch                                                                              | Tongwynlais           | Cardiff                 | South Wales | Historisk hus   | Drevet af Cadw, nygotisk borg fra 1800-tallet |
| Chapter Arts Centre                                                                       | Canton                | Cardiff                 | South Wales | Kunst           | Kunstcenter for international kunst, performancekunst og film |
| Craft in the Bay                                                                          | Cardiff               | Cardiff                 | South Wales | Kunst           | Moderne kunstgalleri for Makers Guild i Wales |
| Doctor Who Exhibition Centre                                                              | Cardiff               | Cardiff                 | South Wales | Media           | Genstande fra tv-serie Doctor Who |
| Firing Line: Cardiff Castle Museum of the Welsh Soldier                                   | Cardiff               | Cardiff                 | South Wales | Militær         | Indrettet i Cardiff Castle, Welch Regiments historie |
| The Gate                                                                                  | Roath                 | Cardiff                 | South Wales | Kunst           | kunstcenter |
| Insole Court                                                                              | Llandaff              | Cardiff                 | South Wales | Historisk hus   | Victoriansk herregård |
| National Museum Cardiff                                                                   | Cardiff               | Cardiff                 | South Wales | Multiple        | (NMW) Kunst, arkæologi, naturhistorie, dinosaurer, geologi, kunsthåndværk |
| Norwegian Church Arts Centre                                                              | Cardiff               | Cardiff                 | South Wales | Kunst           | Kunstcenter |
| Pierhead                                                                                  | Cardiff               | Cardiff                 | South Wales | History         | 1800-talsbygning med udstilling om Wales’ historie |
| St Fagans National History Museum                                                         | St Fagans             | Cardiff                 | South Wales | Frilandsmuseum  | (NMW) Over 40 bygninger inclusive en keltisk landsby, elizabetiansk herregård, kapel, middelalderkirke, skole, toldbod og gård                                                                         |
| Techniquest                                                                               | Cardiff               | Cardiff                 | South Wales | Naturvidenskab  | Naturvidenskab man kan prøve |
| Third Floor Gallery                                                                       | Cardiff               | Cardiff                 | South Wales | Photography     | Fotogalleri |
| Wales Millennium Centre                                                                   | Cardiff               | Cardiff                 | South Wales | Kunst           | Performancekunstcenter |
| Bro Aman Heritage Room                                                                    | Ammanford             | Carmarthenshire         | South Wales | Lokalhistorie   | Indrettet i Ammanford Town Library |
| Carmarthenshire County Museum                                                             | Carmarthen            | Carmarthenshire         | South Wales | Forskelligt     | Lokalhistorie, kultur, kunstgalleri, møbler, kunsthåndværk, skole, kunstgalleri, møbler, kunsthåndværk, kunsthåndværk, klasseværelse, indrettet i en gårdbygning i Carmarthenshire med træsko-værksted |
| Dolaucothi Gold Mines                                                                     | Pumsaint              | Carmarthenshire         | South Wales | Mine            | Drevet af National Trust, Romersk guldmine |
| Dylan Thomas Boathouse                                                                    | Laugharne             | Carmarthenshire         | South Wales | Historisk hus   | Sidste hjem for digteren Dylan Thomas |
| Kidwelly Industrial Museum                                                                | Kidwelly              | Carmarthenshire         | South Wales | Industri        | Tinblik-industribygning |
| Museum of Speed                                                                           | Pendine               | Carmarthenshire         | South Wales | Bilmuseum       | Bruger Pendine Sands til fartrekord-forsøg |
| National Coracle Centre                                                                   | Cenarth               | Carmarthenshire         | South Wales | Maritimt        | samling af coracle-både |
| National Wool Museum                                                                      | Llandysul             | Carmarthenshire         | South Wales | Industri        | (NMW) Klædemølle, tekstilgalleri |
| Newton House                                                                              | Llandeilo             | Carmarthenshire         | South Wales | Historisk hus   | Drevet af National Trust, historisk hus fra 1912 med stor park. Ligger tæt ved ruinerne af Dinefwr Castle                                                                                              |
| Oriel Myrddin Gallery                                                                     | Carmarthen            | Carmarthenshire         | South Wales | Kunst           | hjemmeside, moderne kunstgalleri |
| Parc Howard Museum                                                                        | Llanelli              | Carmarthenshire         | South Wales | Multiple        | Kermaikværksted, kunst, kunsthåndværk, lokalhistorie |
| West Wales Museum of Childhood                                                            | Llangeler             | Carmarthenshire         | South Wales | Legetøj         | Legetøj, dukker, modeltog, modelbiler, bamser, legetøjssoldater, tinlegetøj, kostumer, |
| Aberystwyth Arts Centre                                                                   | Aberystwyth           | Ceredigion              | Mid Wales   | Kunst           | Del af Aberystwyth University, har gallerier med kunst og keramik |
| Ceredigion Museum                                                                         | Aberystwyth           | Ceredigion              | Mid Wales   | Lokalmuseum     | Lokalhistorie, arkæologi, naturhistorie, walisiske møbler, kostumer, landbrugsredskaber |
| Internal Fire – Museum of Power                                                           | Tanygroes             | Ceredigion              | Mid Wales   | Teknologi       | Forbrændings- og dampmotorer |
| Lampeter Museum                                                                           | Lampeter              | Ceredigion              | Mid Wales   | Lokalmuseum     | Lokalhistorie i byens bibliotek |
| Llanerchaeron                                                                             | Ciliau Aeron          | Ceredigion              | Mid Wales   | Historisk hus   | Drevet af National Trust, landbrug fra 1700-tallet |
| Llanon Cottage                                                                            | Llanon                | Ceredigion              | Mid Wales   | Historisk hus   | hjemmeside, Tudor-hytte |
| Llywernog Silver-Lead Mine                                                                | Ponterwyd             | Ceredigion              | Mid Wales   | Mining          | hjemmeside, 1700-tals sølvmine, bygninger, udstyr og jernbane |
| New Quay Heritage Centre                                                                  | New Quay              | Ceredigion              | Mid Wales   | Lokalmuseum     | hjemmeside, lokalhistorie |
| School of Art Gallery and Museum at Aberystwyth University                                | Aberystwyth           | Ceredigion              | Mid Wales   | Kunst           | hjemmeside, fine kunst, fotografi, print, tegninger og kunsthåndværk |
| Strata Florida Abbey                                                                      | Pontrhydfendigaid     | Ceredigion              | Mid Wales   | arkæologi       | Resterne a fen middelalder vistercienser-kloster |
| Tregaron Kite Centre and Museum                                                           | Tregaron              | Ceredigion              | Mid Wales   | Naturhistorie   | hjemmeside, glente og andre fugle, Tregaron-højmose, lokalhistorie, victorianske skole |
| Welsh Quilt Centre                                                                        | Lampeter              | Ceredigion              | Mid Wales   | Kunst           | hjemmeside, quilt- og tekstiludstilling |
| Aberconwy House                                                                           | Conwy                 | Conwy                   | North Wales | Historisk hus   | hjemmeside, Drevet af National Trust, middelalder købsmandshus med rum indrettet i forskellige perioder                                                                                                |
| Conwy Castle                                                                              | Conwy                 | Conwy                   | North Wales | Historisk hus   | middelalderborg |
| Conwy Mussel Museum                                                                       | Conwy                 | Conwy                   | North Wales | Maritim         | hjemmeside, perlefiskeri |
| Conwy Suspension Bridge                                                                   | Conwy                 | Conwy                   | North Wales | Technology      | Drevet af National Trust, 1826 version af Menai Suspension Bridge, nu kun for fodgængere, toldbod fra 1890’erne                                                                                        |
| Conwy Valley Railway Museum                                                               | Betws-y-Coed          | Conwy                   | North Wales | Jernbane        | Jernbaneudstyr, miniature og modejernbane, memorabilia |
| Home Front Experience                                                                     | Llandudno             | Conwy                   | North Wales | Living          | hjemmeside, livet i Storbritannien under anden verdenskrig |
| Llandudno Museum                                                                          | Llandudno             | Conwy                   | North Wales | Lokalmuseum     | hjemmeside, lokalhistorie, kultur, kobbermine, walisisk køkken |
| Mostyn                                                                                    | Llandudno             | Conwy                   | North Wales | Kunst           | Moderne kunstgalleri |
| New York Cottages                                                                         | Penmaenmawr           | Conwy                   | North Wales | Historisk hus   | hjemmeside, hus fra 1840’erne for lokale stenbrudsarbejdere, lokalhistorie, industri |
| Plas Mawr                                                                                 | Conwy                 | Conwy                   | North Wales | Historisk hus   | Elizabethiansk byhus fra 1500-tallet |
| Royal Cambrian Academy of Art                                                             | Conwy                 | Conwy                   | North Wales | Kunst           | Har 8-10 udstillinger årligt |
| Sir Henry Jones Museum                                                                    | Llangernyw            | Conwy                   | North Wales | Historisk hus   | hjemmeside, Victoriansk barndomshjem for filosoffen Sir Henry Jones |
| Smallest House in Great Britain                                                           | Conwy                 | Conwy                   | North Wales | Historisk hus   | Hus fra 1500-tallet der måler blot 3,05 m gange 1,8 m |
| Tŷ Mawr Wybrnant                                                                          | Penmachno             | Conwy                   | North Wales | Historisk hus   | Drevet af National Trust, stenbygget gårdbygning fra 1500-tallet. Fødested for Bishop William Morgan, der var den første som oversatte biblen til walisisk. Samling af bibler                          |
| Bodelwyddan Castle                                                                        | Bodelwyddan           | Denbighshire            | North Wales | Multiple        | Historisk hus med victorianske indrettede rum, kunst fra National Portrait Gallery, park og haveanlæg                                                                                                  |
| Llangollen Motor Museum                                                                   | Llangollen            | Denbighshire            | North Wales | Bilmuseum       | Biler, motorcykler, memorabilia |
| Llangollen Museum                                                                         | Llangollen            | Denbighshire            | North Wales | Lokalmuseum     | hjemmeside, lokalhistorie, kultur |
| Nantclwyd y Dre                                                                           | Ruthin                | Denbighshire            | North Wales | Historisk hus   | Bindingsværkshus fra 1400-tallet med rum fra indrettet i forskellige periode op til 1940’erne |
| Plas Newydd                                                                               | Llangollen            | Denbighshire            | North Wales | Historisk hus   | Gotisk hytte fra 1700-tallet |
| Rhyl Miniature Railway                                                                    | Rhyl                  | Denbighshire            | North Wales | Jernbane        | Miniaturjernbane og museum |
| Rhyl Museum                                                                               | Rhyl                  | Denbighshire            | North Wales | Lokalmuseum     | hjemmeside, lokalhistorie, kultur |
| Ruthin Gaol                                                                               | Ruthin                | Denbighshire            | North Wales | Fængsel         | 19th-century Victorian prison dating back to the 17th century |
| Ruthin Craft Centre                                                                       | Ruthin                | Denbighshire            | North Wales | Kunst           | Contemporary crafts centre with exhibit galleries, kunstist studios, retail gallery, education and residency workshops                                                                                 |
| Wireless in Wales Museum                                                                  | Denbigh               | Denbighshire            | North Wales | Wireless radio  | hjemmeside, collection of radios and information, displaying some very early and rare sets dating from the 1920s to the 1960s                                                                          |
| Greenfield Valley Heritage Park                                                           | Holywell              | Flintshire              | North Wales | Industri        | Park med landbrugsmuseum, tidligere bomuldsfabrik, messinggenstande, kobber |
| Mold Library, Museum and Gallery                                                          | Mold                  | Flintshire              | North Wales | Lokalmuseum     | hjemmeside, lokalhistorie, forfatter Daniel Owen |
| St Winefride's Well                                                                       | Holywell              | Flintshire              | North Wales | Religiøst       | Helligdom med museum |
| Bocs                                                                                      | Caernarfon            | Gwynedd                 | North Wales | Kunst           | hjemmeside, Creative Industries Centre for unge kunstnere, kunstgalleri |
| Cae'r Gors                                                                                | Rhosgadfan            | Gwynedd                 | North Wales | Litteratur      | hjemmeside, forfatteren Kate Roberts’ fødested |
| Caernarfon Airworld Museum                                                                | Caernarfon            | Gwynedd                 | North Wales | Flymuseum       | hjemmeside, samling af fly, Caernarfon Airport, tidligere lufthavn for RAF Llandwrog |
| Caernarfon Castle                                                                         | Caernarfon            | Gwynedd                 | North Wales | Historisk hus   | Middelalderborg. Huser også Royal Welch Fusiliers Museum |
| Lasynys Fawr                                                                              | Harlech               | Gwynedd                 | North Wales | Historisk hus   | hjemmeside, restaureret bygning fra 1400-tallet. Tidligere hjem for digteren Ellis Wynne i 1600-tallet                                                                                                 |
| Llechwedd Slate Caverns                                                                   | Blaenau Ffestiniog    | Gwynedd                 | North Wales | Mining          | Skifer-stenbrud |
| Lloyd George Museum                                                                       | Llanystumdwy          | Gwynedd                 | North Wales | Historisk hus   | Sent 1800-talshus. Hjem for den britiske permiereminister David Lloyd George i hands barndom |
| Narrow Gauge Railway Museum                                                               | Tywyn                 | Gwynedd                 | North Wales | Jernbane        | Lokomotiver og genstande fra over 80 smalsporede jernbaner |
| National Slate Museum                                                                     | Llanberis             | Gwynedd                 | North Wales | Industri        | (NMW) Tidligere Welsh Slate Museum, tidligere skifer-stenbrud |
| Oriel Pendeitsh                                                                           | Caernarfon            | Gwynedd                 | North Wales | Kunst           | hjemmeside (Webside ikke længere tilgængelig), udstillingssted |
| Oriel Plas Glyn-y-Weddw                                                                   | Pwllheli              | Gwynedd                 | North Wales | Kunst           | hjemmeside, kunstgalleri |
| Penrhyn Castle                                                                            | Llandygai             | Gwynedd                 | North Wales | Historisk hus   | nytogitsk borg fra 1800-tallet. Drevet af National Trust |
| Penrhyn Castle Railway Museum                                                             | Llandygai             | Gwynedd                 | North Wales | Jernbane        | Industrijernbanelokomotiver |
| Porthmadog Maritime Museum                                                                | Porthmadog            | Gwynedd                 | North Wales | Maritime        | hjemmeside, skonnerter bygget i byen |
| Quaker Heritage Centre                                                                    | Dolgellau             | Gwynedd                 | North Wales | Religious       | Det lokale kvæker-samfunds historie, der emmigrerede til Pennsylvanien |
| Royal Welch Fusiliers Museum                                                              | Caernarfon            | Gwynedd                 | North Wales | Militær         | I Caernarfon Castle, regimentuniformer, våben, memorabilia |
| Segontium                                                                                 | Caernarfon            | Gwynedd                 | North Wales | Arkæologi       | Udgravet romersk fort og besøgscenter |
| Sygun Copper Mine                                                                         | Beddgelert            | Gwynedd                 | North Wales | Mine            | Victoriansk kobbermine |
| Storiel                                                                                   | Bangor                | Gwynedd                 | North Wales | Multiple        | hjemmeside, lokalhistorie, kunst, kultur, walisiske møbler, kostumer, arkæologi, tidligere Gwynedd Museum and Art Gallery                                                                              |
| Tŷ Siamas                                                                                 | Dolgellau             | Gwynedd                 | North Wales | Musik           | Nationalt center for walisiske folkemusik |
| Cyfarthfa Castle                                                                          | Merthyr Tydfil        | Merthyr Tydfil          | South Wales | Multiple        | Lokalmuseum og socialhistorie, kunst, kunsthåndværk |
| Joseph Parry's Cottage                                                                    | Merthyr Tydfil        | Merthyr Tydfil          | South Wales | Historisk hus   | hjemmeside, jernværks-hytte fra 1840’erne, fødested for Joseph Parry |
| Abergavenny Museum                                                                        | Abergavenny           | Monmouthshire           | South Wales | Lokalmuseum     | lokalhistorie, kultur, saddel-mager, victoriansk gårdkøkken, købmandsbutik fra 1930’erne, skiftende kunstudstillinger                                                                                  |
| Caldicot Castle                                                                           | Caldicot              | Monmouthshire           | South Wales | Historisk hus   | Middelalderborg med victoriansk indretning, lokalhistoriske genstande |
| Chepstow Museum                                                                           | Chepstow              | Monmouthshire           | South Wales | Lokalmuseum     | lokalhistorie |
| Monmouth Museum                                                                           | Monmouth              | Monmouthshire           | South Wales | Biografisk      | Inkluderer Nelson Museum om Admiral Horatio Nelson, lokalhistorie, |
| Monmouth Regimental Museum                                                                | Monmouth              | Monmouthshire           | South Wales | Militær         | History of the Royal Monmouthshire Royal Engineers |
| Priory Church of St Mary                                                                  | Abergavenny           | Monmouthshire           | South Wales | Religious       | Tiendelade |
| Usk Rural Life Museum                                                                     | Usk                   | Monmouthshire           | South Wales | Agriculture     | hjemmeside, landbrugsredskaber, skalamodeller af hestevogne, corndukker |
| Cefn Coed Colliery Museum                                                                 | Crynant               | Neath Port Talbot       | South Wales | Mine            | Tdiligere kulmine med bygninger, udstyr og minevogne |
| Margam Stones Museum                                                                      | Margam                | Neath Port Talbot       | South Wales | Religiøs        | Drevet af Cadw, præ-romansk, romersk og keltiske sten og kors |
| South Wales Miners' Museum                                                                | Cymmer                | Neath Port Talbot       | South Wales | Mining          | Tidligere kulmine med bygninger, minehytter, smedje |
| Welsh Museum of Fire                                                                      | Skewen                | Neath Port Talbot       | South Wales | Firefighting    | hjemmeside Arkiveret 7. august 2023 hos Wayback Machine, brandbiler, udstyr, memorabilia. Kun åben efter aftale                                                                                        |
| Fourteen Locks Canal and Heritage Centre                                                  | Newport               | Newport                 | South Wales | Transport       | Monmouthshire and Brecon Canals historie |
| National Roman Legion Museum                                                              | Caerleon              | Newport                 | South Wales | Arkæologi       | (NMW) Genstande og udgravning fra romersk legionær-fort og bosættelse og andre romerske steder i Wales                                                                                                 |
| Isca Augusta amphitheatre, barracks, fortress walls and Caerleon Roman Fortress and Baths | Caerleon              | Newport                 | South Wales | Arkæologi       | Genstande og udgravning fra romersk fort og bosættelse. Drevet af Cadw |
| Newport Museum and Art Gallery                                                            | Newport               | Newport                 | South Wales | Multiple        | lokalhistorie, kunstgalleri, lokal romersk historie og arkæologi, naturhistorie, socialhistorie, industri                                                                                              |
| Newport Ship                                                                              | Newport               | Newport                 | South Wales | Maritimt        | sejlskib fra 1400-tallet |
| Newport Transporter Bridge Visitor Centre                                                 | Newport               | Newport                 | South Wales | Transport       | Historie og konstruktion af broen og andre broer |
| Riverfront Arts Centre                                                                    | Newport               | Newport                 | South Wales | Kunst           | Kunstcenter |
| Tredegar House                                                                            | Newport               | Newport                 | South Wales | Historisk hus   | Herregård fra Charles 2.’s tid. Drevet af National Trust |
| Carew Castle                                                                              | Carew                 | Pembrokeshire           | South Wales | Multiple        | Middelalderborg. 1800-tals tidevandsmølle |
| Carew Cheriton Control Tower                                                              | Carew                 | Pembrokeshire           | South Wales | Militær         | RAF Carew Cheritons historie inclusive RAFs kontroltårn under anden verdenskrig (Watch Office), Avro Anson flyvemaskine og bunker                                                                      |
| Castell Henllys                                                                           | Crymych               | Pembrokeshire           | South Wales | Frilandsmuseum  | rekonstrueret jernalderfort |
| Fleets to Flying Boat Centre                                                              | Pembroke Dock         | Pembrokeshire           | South Wales | Multiple        | hjemmeside, Sunderland flying boats, fra anden verdenskrig |
| Haverfordwest Town Museum                                                                 | Haverfordwest         | Pembrokeshire           | South Wales | Lokalmuseum     | lokalhistorie, industri, genstande Haverfordwest Castle |
| Milford Haven Museum                                                                      | Milford Haven         | Pembrokeshire           | South Wales | Lokalmuseum     | lokalhistorie, søfartshistorie, industry, jernbane |
| Narberth Museum                                                                           | Narberth              | Pembrokeshire           | South Wales | Lokalmuseum     | hjemmeside, lokalhistorie, kultur |
| Oriel y Parc                                                                              | St Davids             | Pembrokeshire           | South Wales | Kunst           | hjemmeside, kunstgalleri, focus på Pembrokeshires landskaber, huser også besøgscenter Pembrokeshire Coast National Park                                                                                |
| Pembrock Dock Heritage Centre                                                             | Pembroke Dock         | Pembrokeshire           | South Wales | Multiple        | hjemmeside, indrettet i Martello tower, lokalhistorie, militær- og søfartshistorie |
| Pembrokeshire Motor Museum                                                                | Simpson Cross         | Pembrokeshire           | South Wales | Bilmuseum       | Veteranbiler, lukket |
| Penrhos Cottage                                                                           | Maenclochog           | Pembrokeshire           | South Wales | Historisk hus   | Kunst åben efter aftale, hytte fra 1800-tallet |
| Picton Castle                                                                             | Haverfordwest         | Pembrokeshire           | South Wales | Historisk hus   | Middelalderborg, kunstgalleri, park |
| Scolton Manor                                                                             | Haverfordwest         | Pembrokeshire           | South Wales | Multiple        | Victoriansk herregård, udstiller lokalhistorie, landbrug, jernabne, industri, naturvidenskab |
| Techniquest                                                                               | Narberth              | Pembrokeshire           | South Wales | Naturvidenskab  | |
| Tenby Museum and Art Gallery                                                              | Tenby                 | Pembrokeshire           | South Wales | Multiple        | lokalhistorie, kunst, naturhistorie, geologi, arkæologi, søfartshistorie |
| Tudor Merchant's House                                                                    | Tenby                 | Pembrokeshire           | South Wales | Historisk hus   | Drevet af National Trust, hus fra 1400-tallet i tudorstil |
| Abbey-Cwm-Hir Hall                                                                        | Nr. Llandrindod Wells | Powys                   | Mid Wales   | Historisk hus   | Ny-elizabetiansk landejendom fra 1800-tallet. Haveanlæg |
| Andrew Logan Museum of Sculpture                                                          | Berriew               | Powys                   | Mid Wales   | Kunst           | hjemmeside, værker af Andrew Logan |
| Brecon Cathedral Heritage Centre                                                          | Brecon                | Powys                   | Mid Wales   | Religious       | Indrettet i en tiendelade fra 1600-tallet. Katedralens historie |
| Centre for Alternative Technology                                                         | Machynlleth           | Powys                   | Mid Wales   | Naturvidenskab  | Udstiller alternative teknologier, bæredygtig livsstil |
| Howell Harris Museum                                                                      | Aberhonddu            | Powys                   | Mid Wales   | Religious       | Metodistlederen Howell Harris’ liv |
| Judge's Lodging Museum                                                                    | Presteigne            | Powys                   | Mid Wales   | Historisk hus   | hjemmeside, hus fra 1870’erne med restaureret dommer-lejlighed, tjenesteafdeling og retssal |
| Llanidloes Museum                                                                         | Llanidloes            | Powys                   | Mid Wales   | Lokalmuseum     | hjemmeside, lokalhistorie, industri, victoriansk indretning, naturhistorie |
| Mid Wales Arts Centre                                                                     | Caersws               | Powys                   | Mid Wales   | Kunst           | hjemmeside, inklduerer en samling af værker af Stefan Knapp |
| Minerva Arts Centre                                                                       | Llanidloes            | Powys                   | Mid Wales   | Kunst           | hjemmeside, udstilling af quilte og tekstiler af Quilt Association |
| MOMA, Wales                                                                               | Machynlleth           | Powys                   | Mid Wales   | Kunst           | Moderne kunstgalleri |
| National Cycle Museum                                                                     | Llandrindod Wells     | Powys                   | Mid Wales   | Transport       | Indeholder over 260 cykler |
| Newtown Textile Museum                                                                    | Newtown               | Powys                   | Mid Wales   | Industri        | hjemmeside, typisk væveri fra 1800-tallet |
| The Old Bell Museum                                                                       | Montgomery            | Powys                   | Mid Wales   | lokalhistorie   | Indrettet i en kro fra 1500-tallet |
| Oriel Davies Gallery                                                                      | Newtown               | Powys                   | Mid Wales   | Kunst           | hjemmeside, moderne kunst |
| Owain Glyndwr Centre                                                                      | Machynlleth           | Powys                   | Mid Wales   | Biografisk      | Historien om Owain Glyndŵr, walisisk hersker fra 1300-tallet, der var den sidste waliser, som havde titlen som prins af Wales                                                                          |
| Powis Castle                                                                              | Welshpool             | Powys                   | Mid Wales   | Historisk hus   | Drevet af National Trust, borg med malerier, skulpturer, møbler, gobeliner, museum fra 1700-tallet, genstande fra Indien, haveanlæg                                                                    |
| Powysland Museum                                                                          | Welshpool             | Powys                   | Mid Wales   | Local           | hjemmeside, lokalhistorie, kultur, landbrug, arkæologi, militær |
| Radnorshire Museum                                                                        | Llandrindod Wells     | Powys                   | Mid Wales   | Lokalmuseum     | hjemmeside, lokalhistorie, arkæologi, naturhistorie inklusive fossiler, socialhistorie for the tidligere county Radnorshire                                                                            |
| Rhayader Museum & Gallery                                                                 | Rhayader              | Powys                   | Mid Wales   | Lokalhistorie   | hjemmeside |
| Robert Owen Museum                                                                        | Newtown               | Powys                   | Mid Wales   | Biografisk      | hjemmeside, socialreform-mand Robert Owen |
| Regimental Museum of The Royal Welsh                                                      | Brecon                | Powys                   | Mid Wales   | Militær         | Uniformer, våben, medaljer og genstande fra South Wales Borderers (24th Foot) og Welch Regiment (41st/69th Foot)                                                                                       |
| Thomas Shop Museum                                                                        | Penybont              | Powys                   | Mid Wales   | History         | hjemmeside, købmandsforretning fra 1805 |
| Tretower Court                                                                            | Crickhowell           | Powys                   | Mid Wales   | Historisk hus   | Ufærdig forskansket herregård |
| W H Smith Museum                                                                          | Newtown               | Powys                   | Mid Wales   | History         | Den oprindelige butik i W H Smith-kæden |
| Nantgarw Chinaworks Museum                                                                | Nantgarw              | Rhondda Cynon Taf       | South Wales | Industri        | Nantgarw Potterys historie |
| Rhondda Heritage Park                                                                     | Trehafod              | Rhondda Cynon Taf       | South Wales | Mine            | Tidligere kulmine |
| 1940s Swansea Bay                                                                         | Swansea               | Swansea                 | South Wales | Militær         | hjemmeside, militær og hjemmeværnsliv i Swansea under anden verdenskrig |
| Dylan Thomas Centre                                                                       | Swansea               | Swansea                 | South Wales | Biografisk      | Udstilling om forfattere Dylan Thomas |
| Egypt Centre Museum of Egyptian Antiquities                                               | Swansea               | Swansea                 | South Wales | Arkæologi       | Del af Swansea University, genstande fra Oldtidens Egypten |
| Gower Heritage Centre                                                                     | Parkmill              | Swansea                 | South Wales | Frilandsmuseum  | Inkluderer vanddrevet korn- og savnmølle fra 1100-tallet, restuareret klædemølle, udendørs udstilling med landbrug, smedje, pottemager                                                                 |
| Glynn Vivian Art Gallery                                                                  | Swansea               | Swansea                 | South Wales | Kunst           | Inkluderer værker af Old Masters, moderne kunst, porcelæn, Swansea porcelæn |
| Mission Gallery                                                                           | Swansea               | Swansea                 | South Wales | Kunst           | Udstilling med kunst |
| National Waterfront Museum                                                                | Swansea               | Swansea                 | South Wales | Multiple        | (NMW) Walisisk industry- og søfartshistorie, socialhistorie, naturvidenskab |
| Swansea Museum                                                                            | Swansea               | Swansea                 | South Wales | Multiple        | Tre primære lokationer, der udstiller byens histrie, kultur, skibe, søfart, sporvogne og memorabilia                                                                                                   |
| Taliesin Arts Centre                                                                      | Swansea               | Swansea                 | South Wales | Kunst           | Del af Swansea University, inkluderer Oriel Ceri Richards Gallery |
| Big Pit National Coal Museum                                                              | Blaenafon             | Torfaen                 | South Wales | Industri        | (NMW), tidligere kulmine, mineudstyr og bygninger |
| Blaenavon Ironworks                                                                       | Blaenafon             | Torfaen                 | South Wales | Industri        | Tidligere jernværk, rester af fem tidligere højovne, restaurerede arbejderboliger fra 1700-tallet i Stack Square                                                                                       |
| Llantarnam Grange Arts Centre                                                             | Cwmbran               | Torfaen                 | South Wales | Kunst           | Kunstudstilling |
| Pontypool Museum                                                                          | Pontypool             | Torfaen                 | South Wales | Lokalmuseum     | lokalhistorie, kunst, kultur, Japanware og kunsthåndværk |
| Art Central                                                                               | Barry                 | Vale of Glamorgan       | South Wales | Kunst           | hjemmeside Arkiveret 31. marts 2023 hos Wayback Machine, kunstgalleri i byens gamle rådhus |
| Cosmeston Medieval Village                                                                | Lavernock             | Vale of Glamorgan       | South Wales | Living          | Rekonstrueret landsby fra 1300-tallet |
| Cowbridge Museum                                                                          | Cowbridge             | Vale of Glamorgan       | South Wales | Fængsel         | information, located in Cowbridge Town Hall, fængsel fra begyndelsen af 1800-tallet, rådhus og museum med lokalhistorie                                                                                |
| Fonmon Castle                                                                             | Rhoose                | Vale of Glamorgan       | South Wales | Historisk hus   | Middelalderborg og haveanlæg |
| Nash Point Lighthouse                                                                     | Nash Point            | Vale of Glamorgan       | South Wales | Maritime        | Lighthouse tours |
| Oriel Washington Gallery                                                                  | Penarth               | Vale of Glamorgan       | South Wales | Kunst           | hjemmeside, contemporary art gallery |
| Penarth Pier Pavilion                                                                     | Penarth               | Vale of Glamorgan       | South Wales | Kunst           | Hosts exhibits of kunst, photography and crafts |
| Turner House Gallery                                                                      | Penarth               | Vale of Glamorgan       | South Wales | Kunst           | Udstillingsrum til fotografier |
| Bersham Colliery Mining Museum                                                            | Rhostyllen            | Wrexham                 | North Wales | Industri        | hjemmeside, tidligere kulfelt med udstyr og minefamiliers liv |
| Chirk Castle                                                                              | Bersham               | Wrexham                 | North Wales | Historisk hus   | Drevet af National Trust, middelalderborg |
| Erddig                                                                                    | Wrexham               | Wrexham                 | North Wales | Historisk hus   | Drevet af National Trust, tidlig 1800-talshus, der viser herskab og tjenestefolk i 250 år. Anlagt park                                                                                                 |
| Minera Lead Mines                                                                         | Minera                | Wrexham                 | North Wales | Industri        | Tidligere blymine, udstyr |
| Nant Mill Visitor Centre                                                                  | Wrexham               | Wrexham                 | North Wales | Naturhistorie   | Ligger i tidligere konrmølle i Nant Mill Country Park |
| Tŷ Pawb                                                                                   | Wrexham               | Wrexham                 | North Wales | Kunst           | hjemmeside, tidligere Wrexham Arts Centre and Oriel Wrecsam |
| Xplore!                                                                                   | Wrexham               | Wrexham                 | North Wales | Naturvidenskab  | hjemmeside, videnskabsmuseum drevet af North Wales Science (ftidligere Techniquest Glyndŵr) |
| Wrexham County Borough Museum                                                             | Wrexham               | Wrexham                 | North Wales | Lokalmuseum     | hjemmeside, lokalhistorie, kultur |
| The Wrexham Miners Project                                                                | Wrexham               | Wrexham                 | North Wales | Lokalmuseum     | hjemmeside, minehistorie |
| Y Gaer                                                                                    | Brecon                | Powys                   | Mid Wales   | Multiple        | Lokalhistorie, kultur, arkæologi, landboliv, kunstgalleri |